# Миусский полуостров
Миусский полуостров — полуостров в северной части Таганрогского залива Азовского моря, с северо-запада омывается Миусским лиманом.

## Основные сведения
Полуостров возвышается над уровнем моря на 30-70 метров и состоит из глины, что объясняется его более поздним происхождением в отличие от материковой части. На Миусском полуострове расположен Таганрог, второй по величине город Ростовской области и более 20 сельских поселений.

## История
После взятия Азова Пётр I с июля 1697 года начал работы по возведению крепостных сооружений на Миусском полуострове.
Петровский ретраншемент был устроен в самой узкой части — в основании Миусского полуострова. В том месте, где балка Большая Черепаха подходит к морю, построили треугольной формы редут «Черепашка» («крепостца „Черепахинская“»). От него поперёк Миусского полуострова шёл земляной вал, местами укреплённый малыми бастионами. Он тянулся вдоль балки до лимана реки Миус. С северной стороны вала был вырыт сухой ров. На конце, у Миуса, поставили Павловскую крепость. Отсюда лиман простирается до моря более чем на 30 километров. У самого устья лимана, на берегу Азовского моря, была устроена ещё одна крепость, Семёновская, которая и завершала Петровский ретраншемент.